# Танагра зеленоголова
Тана́гра зеленоголова (Tangara chilensis) — вид горобцеподібних птахів родини саякових (Thraupidae). Мешкає в Амазонії і на Гвіанському нагір'ї.

## Опис

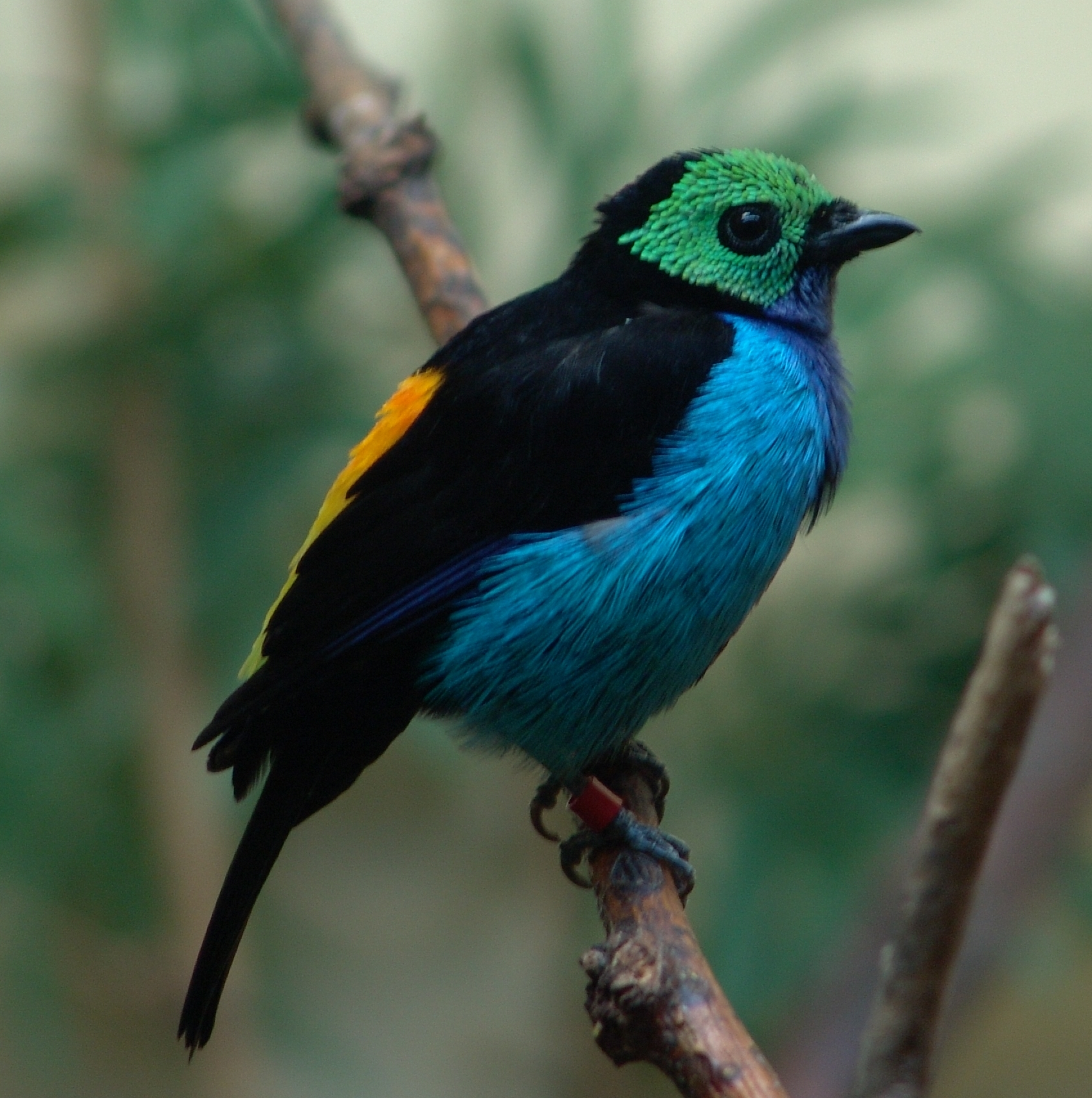
Зеленоголова танагра

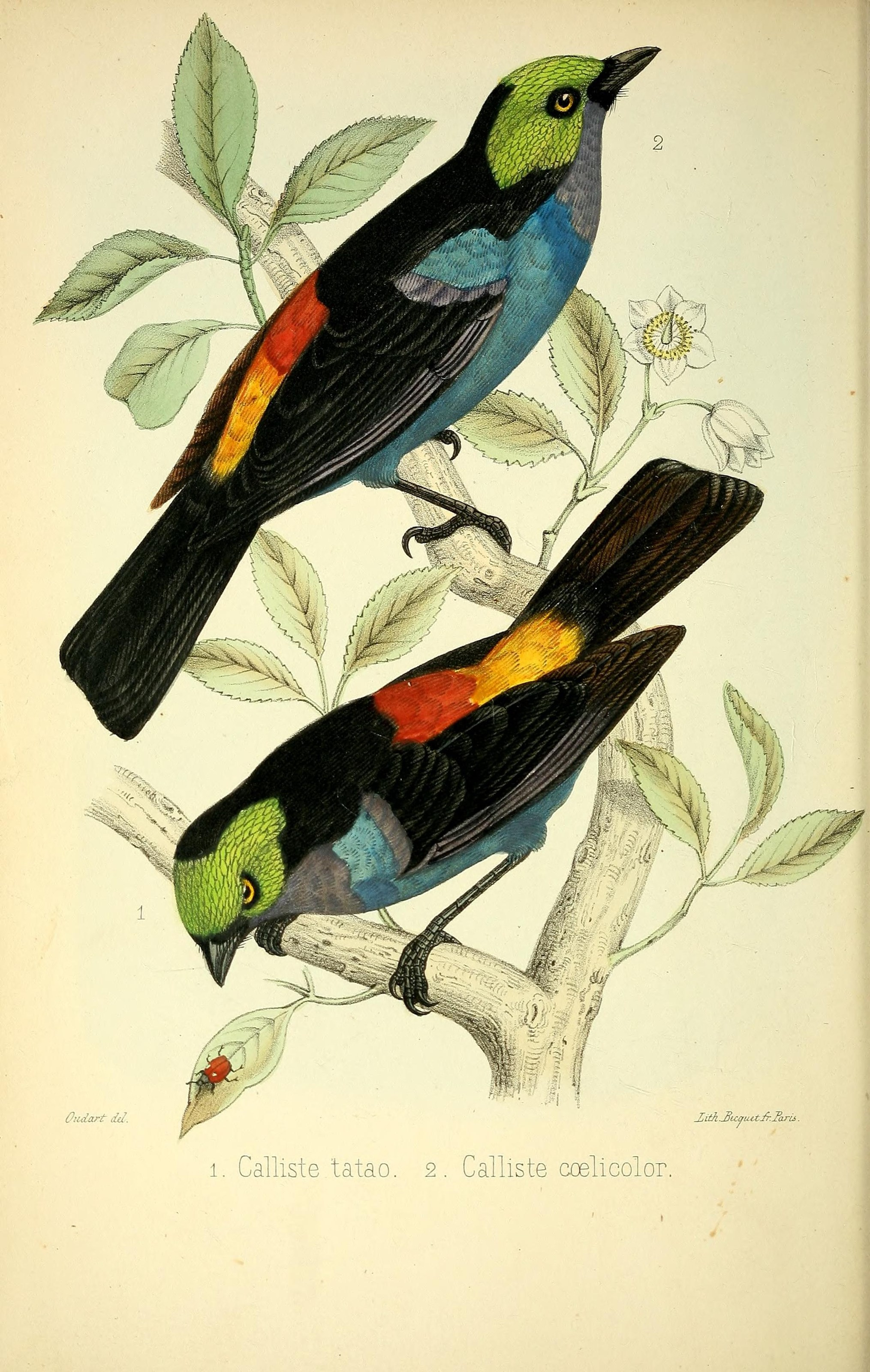
Зеленоголові танагри

Довжина птаха становить 12-15 см, представники підвиду T. c. paradisea важать 16-17 г, представники підвидів T. c. chilensis і T. c. chlorocorys важать 17-27 г. Голова яскраво-зелена, потилиця, верхня частина спини і крила чорні, нижня частина спини яскраво-жовта. Горло індигове, груди і живіт бірюзово-блакитні, надхвістя червоне. Дзьоб чорний, лапи сірі. Виду не притаманний статевий диморфізм. Представники різних підвидів дещо різняться за забарвленням.

## Підвиди
Виділяють чотири підвиди:
- T. c. paradisea (Swainson, 1837) — південно-східна Венесуела, Гаяна і північна Бразилія;
- T. c. caelicolor (Sclater, PL, 1851) — східна Колумбія, південна Венесуела і північно-західна Бразилія;
- T. c. chlorocorys Zimmer, JT, 1929 — північ центрального Перу (верхів'я Уайяґи);
- T. c. chilensis (Vigors, 1832) — південно-східна Колумбія, схід Еквадору і Перу, захід Бразилії і захід Бразильської Амазонії.

## Поширення і екологія
Зеленоголові танагри мешкають в Колумбії, Еквадорі, Перу, Болівії, Бразилії, Венесуелі, Гаяні, Суринамі і Французькій Гвіані. Вони живуть у вологих рівнинних і заболочених тропічних лісах, на узліссях, галявинах і плантаціях. Зустрічаються зграйками до 20 птахів, на висоті до 1100 м над рівнем моря. Іноді приєднуються до змішаних зграй птахів. Живляться плодами, ягодами і безхребетними. Гнздо чашоподібне, робиться з моху, листя, рослинних волокон і лишайників, розміщується на дереві. В кладці від 2 до 5 білих, поцяткованих червоними і пурпуровими плямками яєць.